# Quercus havardii
Quercus havardii är en bokväxtart som beskrevs av Per Axel Rydberg. Quercus havardii ingår i släktet ekar, och familjen bokväxter. Inga underarter finns listade.

## Bildgalleri

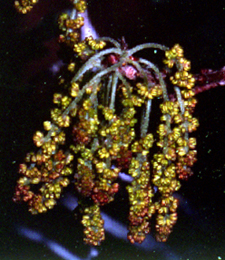